# مقاطعة خملنيتسكي
مقاطعة خملنيتسكي (الأوكرانية: Хмельницька область) هي مقاطعة في غرب أوكرانيا. مركزها الإداري هو مدينة خملنيتسكي.

## الجغرافيا
تقع خملنيتسكي في الجنب الغربي لأوكرانيا وتقدر مساحتها ب 20,645 كم مربع حوالي 3.4٪ من المساحة الإجمالية لأوكرانيا
يحدها شمالا مع ريفنا أوبلاست وزيتومير أوبلاست، وجنوبًا تشيرنيفتسي أوبلاست،أما شرقا فيحدها فينيتسا أوبلاست،وغربا تيرنوبيل أوبلاست